# Osiedle (Kotulin)
Osiedle – część wsi Kotulin w Polsce, położona w województwie śląskim, w powiecie gliwickim, w gminie Toszek.
W latach 1975–1998 Osiedle położone było w województwie katowickim.